# ツインハープ橋
ツインハープ橋（ツインハープきょう、英語：Twin Harp Kyo Bridge）は、北海道旭川市の忠別川に架かる橋。

## 概要
北海道道90号旭川環状線の橋として1991年（平成3年）に開通。橋の名称は1990年（平成2年）10月に公募により決定され、楽器のハープが2つ並んで見えるところから付けられている。夜はライトアップされている。
河川で分断された緑ヶ丘・緑ヶ丘東・旭神と東光・豊岡地区を結び、旭川市のランドマークとして親しまれており、市民によるボランティア団体が落書き消しなどの清掃活動を行っている。
1992年（平成4年）には「第4回全国街路事業コンクール」で「会長賞」を受賞した。

## 主要諸元
| 橋種     | プレストレストコンクリート道路橋 |
| 構造形式 | 3径間連続PC斜張橋                |
| 橋長     | 280.0m                           |
| 支間     | 69.4m + 140m + 69.4m             |
| 幅員     | 28.0m（有効幅員23.5m）           |
| 完成年度 | 1991年（平成3年）                |